# Надек
Надек (каз. Надек) — село в Панфиловском районе Жетысуской области Казахстана. Входит в состав Бирликского сельского округа. Код КАТО — 195637200.

## Население
В 1999 году население села составляло 1445 человек (760 мужчин и 685 женщин). По данным переписи 2009 года, в селе проживало 1498 человек (768 мужчин и 730 женщин).